# Franck Cammas

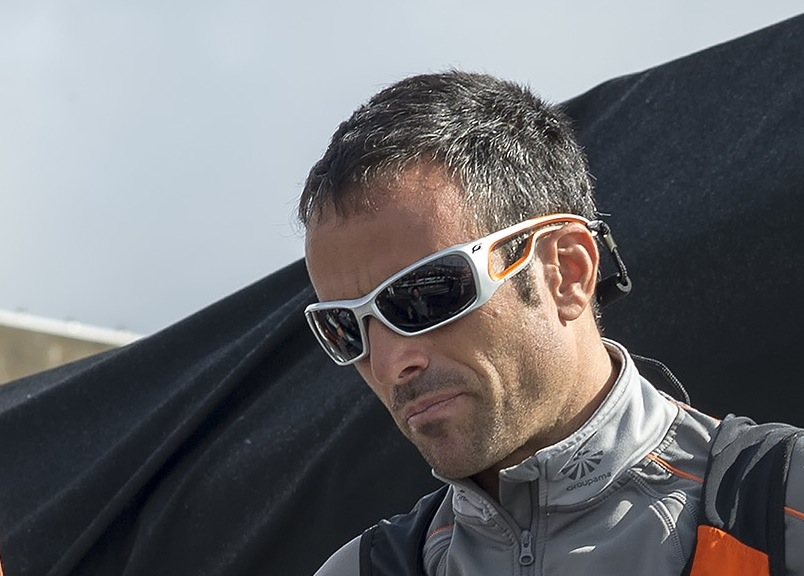
Franck Cammas (2012)

Franck Cammas, född 22 december 1972 i Aix-en-Provence, är en fransk seglare. Han har bott i Bretagne sedan hans seger i Challenge Espoir Crédit Agricole 1994. Efter att ha studerat en tvåårig matematikkurs för att vara behörig till Grandes Écoles, samt vid en pianoakademi, valde Cammas slutligen en karriär inom segling. År 1997, vid 24 års ålder, vann han seglingstävlingen Solitaire du Figaro.
Han har bland annat varit skeppare ombord på trimaranerna Groupama II och III, som vann Volvo Ocean Race 2012.